# Kuiper (cráter mercuriano)

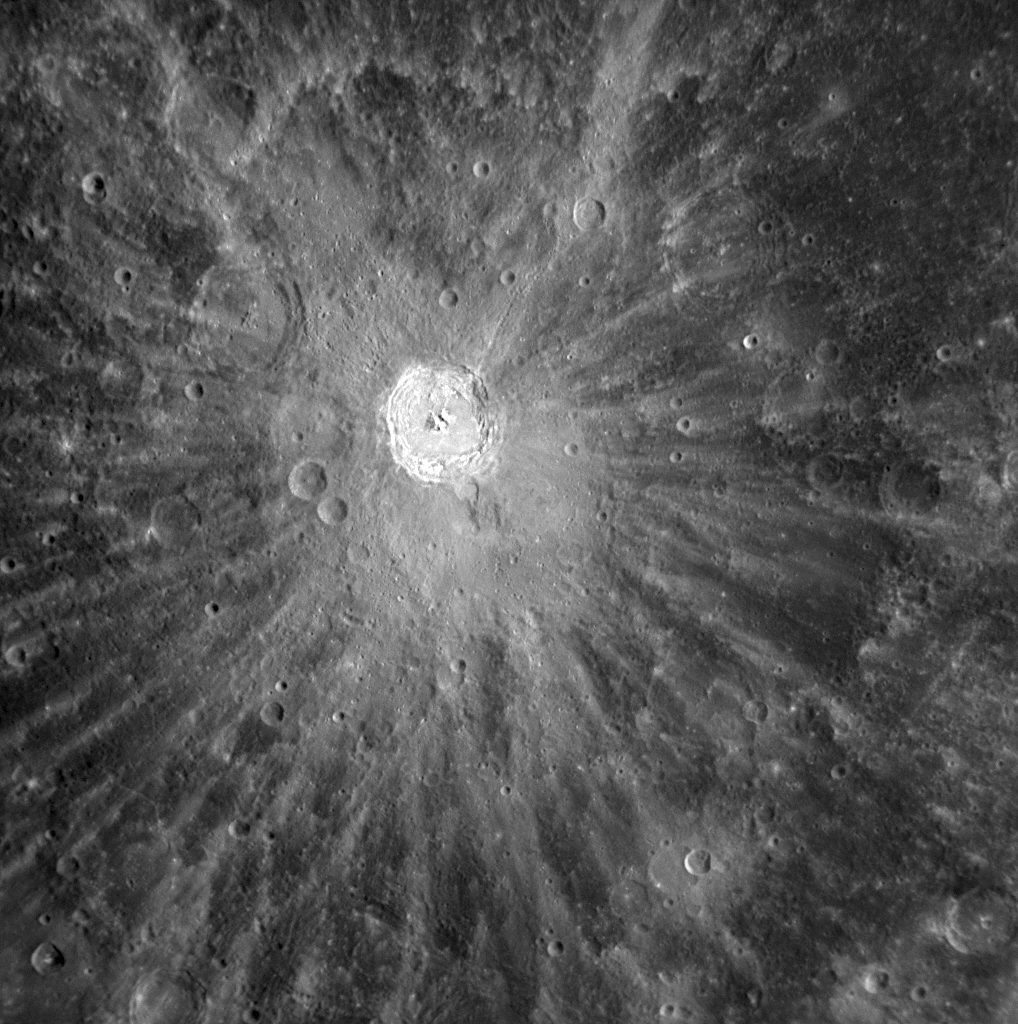
Kuiper fotografiado por MESSENGER, mostrando su sistema de marcas radiales

Kuiper es un cráter de tamaño moderado que presenta un grupo de elevados picos centrales, localizado en las coordenadas 11°21′S 31°19′E / -11.35, 31.32 de Mercurio. Tiene 60 km de diámetro.
Lleva este nombre desde 1976 en memoria del astrónomo estadounidense de origen holandés Gerard Kuiper. Es uno de los pocos cráteres mercurianos que no ha recibido el nombre de un artista, y es uno de los raros casos en los que el mismo nombre ha sido utilizado para 3 cráteres (hay también cráteres Kuiper en Marte y en la Luna).
Tiene el albedo registrado más alto que cualquier otra región de la superficie del planeta, con un prominente sistema de marcas radiales que sugiere que es uno de los cráteres más recientes en términos astronómicos de Mercurio.
Kuiper se superpone al lado norte del cráter de mayor tamaño Murasaki.